# Championship League 2021 (stagione 2021-2022)
La Championship League 2021 è stato il primo evento professionistico della stagione 2021-2022 di snooker, il primo valido per il Ranking, e la 17ª edizione di questo torneo, che si è disputato dal 18 luglio al 13 agosto 2021, presso la Morningside Arena di Leicester, in Inghilterra.
Il torneo è stato vinto da David Gilbert, il quale ha battuto in finale Mark Allen per 3-1. L'inglese si è aggiudicato la sua prima Championship League, nonché il suo primo titolo Ranking e professionistico in carriera (non considerando l'evento 4 del Challenge Tour 2001-2002) – dopo una serie di quattro finali perse – divenendo così il 68º giocatore diverso ad ottenere un torneo valido per la classifica mondiale. Per Allen si tratta, invece, della seconda finale persa in questo torneo, dopo quella del 2010 contro Marco Fu, e della settima nei tornei Ranking, la prima dal Tour Championship 2020.
Il campione in carica era Kyren Wilson, il quale è stato eliminato nel Gruppo 1 della Fase 3.
Durante il corso del torneo sono stati realizzati 74 century breaks, 73 in meno della precedente edizione. Il break più alto è stato un 146, realizzato da Mark Allen.

## Montepremi
Fase 1
- Primo posto: £3000
- Secondo posto: £2000
- Terzo posto: £1000

Fase 2
- Primo posto: £4000
- Secondo posto: £3000
- Terzo posto: £2000
- Quarto posto: £1000

Fase 3
- Primo posto: £6000
- Secondo posto: £4000
- Terzo posto: £2000
- Quarto posto: £1000

Finale
- Vincitore: £20000
- Finalista: £10000
- Totale: £328000

## Panoramica

### Sviluppi futuri
Il 28 luglio 2021 viene sorteggiato il tabellone del primo turno del British Open, torneo rientrante nel calendario professionistico dopo 17 anni, da disputarsi dal 16 al 22 agosto 2021 presso la Morningside Arena di Leicester, in Inghilterra.
Il 29 luglio 2021 lo Stadthalle Fürth viene scelto per ospitare lo European Masters, dal 22 al 27 febbraio 2022; per la prima volta nella sua storia, questo torneo si tiene in Germania, Paese che diventa l'unico, assieme ad Inghilterra e Galles, nel quale si disputa più di un evento in questa stagione. In tale impianto erano già state svolte tutte le 13 edizioni del Paul Hunter Classic, dal 2007 al 2019.
Il 10 agosto 2021 il World Snooker Tour comunica che la piattaforma streaming sportiva Matchroom.Live sponsorizzerà il British Open.
L'11 agosto 2021 il WST comunica il posticipo della prima edizione del Turkish Masters al marzo 2022 (oltre alle qualifiche per il torneo, in date da definire) a causa delle restrizioni per i viaggi in Turchia dal Regno Unito, e per via dei numerosi incendi nel territorio turco. Nella stessa nota, viene annunciato che le qualificazioni per l'English Open e per lo Scottish Open sono state anticipate a settembre.

### Aspetti tecnici
Inizialmente previsto dal 4 al 30 luglio, il torneo viene posticipato di due settimane. Dopo aver disputato le precedenti tre edizioni alla Marshall Arena di Milton Keynes, in quanto unica bolla in grado di ospitare tutto lo staff necessario per i tornei, compresi i giocatori, il torneo si svolge alla Morningside Arena di Leicester, sede nella quale si era disputata l'edizione 2019-2020, ovvero l'ultima prima delle restrizioni dovute alla pandemia di COVID-19.
Come già accaduto per la prima volta in occasione dell'edizione di settembre-ottobre 2020, l'evento inaugura la stagione professionistica. È, inoltre, la prima volta in cui il torneo si svolge in questa fascia del calendario.

### Aspetti sportivi
Viene riproposta la formula e il montepremi dell'edizione di settembre-ottobre 2020, che prevede 32 gironi formati da quattro giocatori per ognuno, dai quali solo il primo classificato approda alla fase successiva. Otto gruppi caratterizzeranno la seconda fase, la quale vede anch'essa il passaggio di un solo giocatore per ogni girone. I vincitori di questi vengono smistati in due ulteriori gruppi formati da quattro giocatori; i primi classificati accedono in finale.
Le posizioni del gruppo sono determinate, nell'ordine, dai punti conquistati (tre per ogni match vinto ed uno per il pareggio), dalla differenza tra i frames vinti e persi, e dai testa a testa tra i giocatori in parità. I posti che eventualmente rimangono ancora in parità, vengono quindi determinati dal break più alto realizzato nel girone.
Ogni incontro delle tre fasi a gironi ha una durata massima di quattro frame, mentre la finale è al meglio dei 5 frame.
La prima fase del torneo si disputa dal 18 luglio al 6 agosto, (suddivisa in tre blocchi: dal 18 al 23 luglio, dal 26 al 30 luglio e dal 2 al 6 agosto), mentre la seconda e la terza – finale compresa – vengono programmate nel periodo 9-13 agosto.
L'evento è valevole per la classifica mondiale a differenza di quanto accaduto a partire dalla prima edizione, disputatasi nel 2008, fino all'edizione di giugno 2020 e quella di gennaio-aprile 2021, nelle quali la competizione non ha assegnato punti validi per il ranking.
L'azienda di scommesse sportive BetVictor sponsorizza la Championship League per la terza edizione consecutiva e la quarta in totale; tuttavia, l'evento non fa parte della BetVictor European Series 2021-2022, a differenza di quanto accaduto nell'edizione di settembre-ottobre 2020, nella quale la Championship League è stata la tappa inaugurale.
Il vincitore del torneo ha il diritto di partecipare al Champion of Champions 2021.
Sono assenti al torneo Mark Selby, Neil Robertson, Ding Junhui, Jack Lisowski, Kurt Maflin, Liang Wenbó, Xiao Guodong, Li Hang, Lyu Haotian, Tian Pengfei, Fan Zhengyi, Stephen Hendry, Xu Si, Jamie O'Neill, Wu Yize, Zhang Anda, Lei Peifan e Marco Fu, i quali vengono sostituiti dai dilettanti Robbie McGuigan, Daniel Womersley, Ryan Davies, Oliver Brown, Michael Collumb, Luke Pinches, Ross Muir, John Astley, Bai Langning, James Cahill, Dylan Emery, Mark Lloyd, Simon Blackwell, Haydon Pinhey, Billy Joe Castle, Kuldesh Johal, Rod Lawler e Leo Fernandez. Ricevono un invito anche Sanderson Lam, Michael Georgiou, Si Jiahui, Soheil Vahedi, Michael White e David Lilley, i quali sono i prescelti per completare il quadro dei 128 giocatori presenti.
Il 13 luglio 2021 danno forfait Zhou Yuelong e Ng On-yee, i quali vengono sostituiti rispettivamente dai dilettanti Joshua Thomond e Saqib Nasir; il 16 luglio 2021 danno forfait Lu Ning ed Alfie Burden, i quali vengono sostituiti rispettivamente dai dilettanti Sydney Wilson e Ben Fortey.
Questo torneo rappresenta l'esordio fra i professionisti di Dean Young, nonché il ritorno a questo status di Michael Judge e Reanne Evans dalla stagione 2010-2011, Andrew Pagett dalla stagione 2014-2015, Cao Yupeng dalla stagione 2017-2018 e di Zhang Jiankang, Craig Steadman ed Hammad Miah dalla stagione 2019-2020.

## Copertura
Le seguenti emittenti e piattaforme streaming hanno trasmesso la Championship League 2021.
| Copertura      | Paese/Continente                                                                                     |
| -------------- | --- |
| FreeSports     | Regno Unito, Irlanda                                                                                 |
| Viasat         | Finlandia, Danimarca, Svezia, Norvegia, Islanda, Polonia                                             |
| SportKlub      | Croazia, Serbia, Montenegro, Slovenia, Bosnia ed Erzegovina, Kosovo, Lussemburgo, Macedonia del Nord |
| Zhibo.TV       | Cina                                                                                                 |
| DAZN           | Canada, Stati Uniti, Brasile                                                                         |
| Matchroom.Live | Resto del mondo                                                                                      |

## Fase 1

### Gruppo 1
Data di gioco: 6 agosto 2021.
| N° | Giocatore        | M | V | N | P | FV | FP | DF | HB  | Pt |
| -- | ---------------- | - | - | - | - | -- | -- | -- | --- | -- |
| 1  | Judd Trump       | 3 | 3 | 0 | 0 | 9  | 3  | +6 | 92  | 9  |
| 2  | Anthony Hamilton | 3 | 1 | 1 | 1 | 6  | 6  | 0  | 119 | 4  |
| 3  | Lee Walker       | 3 | 1 | 0 | 2 | 5  | 7  | -2 | 74  | 3  |
| 4  | Rod Lawler       | 3 | 0 | 1 | 2 | 4  | 8  | -4 | 66  | 1  |

Incontri
| Giocatore 1      | Risultato | Giocatore 2      |
| ---------------- | --------- | ---------------- |
| Judd Trump       | 3 - 1     | Rod Lawler       |
| Anthony Hamilton | 3 - 1     | Lee Walker       |
| Anthony Hamilton | 2 - 2     | Rod Lawler       |
| Judd Trump       | 3 - 1     | Lee Walker       |
| Lee Walker       | 3 - 1     | Rod Lawler       |
| Judd Trump       | 3 - 1     | Anthony Hamilton |

### Gruppo 2
Data di gioco: 21 luglio 2021.
| N° | Giocatore         | M | V | N | P | FV | FP | DF | HB  | Pt |
| -- | ----------------- | - | - | - | - | -- | -- | -- | --- | -- |
| 1  | Stuart Carrington | 3 | 2 | 1 | 0 | 8  | 3  | +5 | 137 | 7  |
| 2  | Jordan Brown      | 3 | 1 | 2 | 0 | 7  | 4  | +3 | 78  | 5  |
| 3  | Duane Jones       | 3 | 0 | 2 | 1 | 4  | 7  | -3 | 91  | 2  |
| 4  | Michael Judge     | 3 | 0 | 1 | 2 | 3  | 8  | -5 | 65  | 1  |

Incontri
| Giocatore 1       | Risultato | Giocatore 2       |
| ----------------- | --------- | ----------------- |
| Stuart Carrington | 3 - 0     | Duane Jones       |
| Jordan Brown      | 3 - 0     | Michael Judge     |
| Jordan Brown      | 2 - 2     | Duane Jones       |
| Stuart Carrington | 3 - 1     | Michael Judge     |
| Jordan Brown      | 2 - 2     | Stuart Carrington |
| Duane Jones       | 2 - 2     | Michael Judge     |

### Gruppo 3
Data di gioco: 22 luglio 2021.
| N° | Giocatore         | M | V | N | P | FV | FP | DF | HB | Pt |
| -- | ----------------- | - | - | - | - | -- | -- | -- | -- | -- |
| 1  | Tom Ford          | 3 | 1 | 2 | 0 | 7  | 5  | +2 | 77 | 5  |
| 2  | Simon Lichtenberg | 3 | 1 | 1 | 1 | 6  | 5  | +1 | 81 | 4  |
| 3  | Simon Blackwell   | 3 | 1 | 1 | 1 | 5  | 6  | -1 | 57 | 4  |
| 4  | Reanne Evans      | 3 | 0 | 2 | 1 | 5  | 7  | -2 | 60 | 2  |

Incontri
| Giocatore 1       | Risultato | Giocatore 2       |
| ----------------- | --------- | ----------------- |
| Tom Ford          | 2 - 2     | Simon Blackwell   |
| Simon Lichtenberg | 2 - 2     | Reanne Evans      |
| Simon Lichtenberg | 3 - 0     | Simon Blackwell   |
| Tom Ford          | 2 - 2     | Reanne Evans      |
| Reanne Evans      | 1 - 3     | Simon Blackwell   |
| Tom Ford          | 3 - 1     | Simon Lichtenberg |

### Gruppo 4
Data di gioco: 2 agosto 2021.
| N° | Giocatore       | M | V | N | P | FV | FP | DF | HB  | Pt |
| -- | --------------- | - | - | - | - | -- | -- | -- | --- | -- |
| 1  | Jimmy Robertson | 3 | 2 | 1 | 0 | 8  | 3  | +5 | 140 | 7  |
| 2  | Joe Perry       | 3 | 2 | 0 | 1 | 7  | 3  | +4 | 92  | 6  |
| 3  | Jimmy White     | 3 | 1 | 1 | 1 | 5  | 5  | 0  | 58  | 4  |
| 4  | Sean Maddocks   | 3 | 0 | 0 | 3 | 0  | 9  | -9 | -   | 0  |

Incontri
| Giocatore 1     | Risultato | Giocatore 2     |
| --------------- | --------- | --------------- |
| Joe Perry       | 3 - 0     | Jimmy White     |
| Jimmy Robertson | 3 - 0     | Sean Maddocks   |
| Jimmy Robertson | 2 - 2     | Jimmy White     |
| Joe Perry       | 3 - 0     | Sean Maddocks   |
| Sean Maddocks   | 0 - 3     | Jimmy White     |
| Joe Perry       | 1 - 3     | Jimmy Robertson |

### Gruppo 5
Data di gioco: 6 agosto 2021.
| N° | Giocatore        | M | V | N | P | FV | FP | DF | HB  | Pt |
| -- | ---------------- | - | - | - | - | -- | -- | -- | --- | -- |
| 1  | Mark Allen       | 3 | 2 | 1 | 0 | 8  | 2  | +6 | 137 | 7  |
| 2  | Mitchell Mann    | 3 | 1 | 2 | 0 | 7  | 4  | +3 | 132 | 5  |
| 3  | Daniel Womersley | 3 | 0 | 2 | 1 | 4  | 7  | -3 | -   | 2  |
| 4  | Chris Wakelin    | 3 | 0 | 1 | 2 | 2  | 8  | -6 | 60  | 1  |

Incontri
| Giocatore 1   | Risultato | Giocatore 2      |
| ------------- | --------- | ---------------- |
| Chris Wakelin | 0 - 3     | Mitchell Mann    |
| Mark Allen    | 3 - 0     | Daniel Womersley |
| Mark Allen    | 2 - 2     | Mitchell Mann    |
| Chris Wakelin | 2 - 2     | Daniel Womersley |
| Mark Allen    | 3 - 0     | Chris Wakelin    |
| Mitchell Mann | 2 - 2     | Daniel Womersley |

### Gruppo 6
Data di gioco: 20 luglio 2021.
| N° | Giocatore        | M | V | N | P | FV | FP | DF | HB  | Pt |
| -- | ---------------- | - | - | - | - | -- | -- | -- | --- | -- |
| 1  | Fergal O'Brien   | 3 | 1 | 2 | 0 | 7  | 4  | +3 | 100 | 5  |
| 2  | Michael Holt     | 3 | 1 | 2 | 0 | 7  | 4  | +3 | 67  | 5  |
| 3  | Andrew Higginson | 3 | 1 | 1 | 1 | 5  | 5  | 0  | 74  | 4  |
| 4  | Mark Lloyd       | 3 | 0 | 1 | 2 | 2  | 8  | -6 | -   | 1  |

Incontri
| Giocatore 1      | Risultato | Giocatore 2      |
| ---------------- | --------- | ---------------- |
| Andrew Higginson | 2 - 2     | Fergal O'Brien   |
| Michael Holt     | 2 - 2     | Mark Lloyd       |
| Michael Holt     | 2 - 2     | Fergal O'Brien   |
| Andrew Higginson | 3 - 0     | Mark Lloyd       |
| Michael Holt     | 3 - 0     | Andrew Higginson |
| Fergal O'Brien   | 3 - 0     | Mark Lloyd       |

### Gruppo 7
Data di gioco: 18 luglio 2021.
| N° | Giocatore    | M | V | N | P | FV | FP | DF | HB  | Pt |
| -- | ------------ | - | - | - | - | -- | -- | -- | --- | -- |
| 1  | Ricky Walden | 3 | 3 | 0 | 0 | 9  | 1  | +8 | 112 | 9  |
| 2  | Allan Taylor | 3 | 1 | 1 | 1 | 5  | 6  | -1 | -   | 4  |
| 3  | Nigel Bond   | 3 | 0 | 2 | 1 | 4  | 7  | -3 | -   | 2  |
| 4  | Oliver Brown | 3 | 0 | 1 | 2 | 4  | 8  | -4 | -   | 1  |

Incontri
| Giocatore 1  | Risultato | Giocatore 2  |
| ------------ | --------- | ------------ |
| Nigel Bond   | 2 - 2     | Allan Taylor |
| Ricky Walden | 3 - 1     | Oliver Brown |
| Ricky Walden | 3 - 0     | Allan Taylor |
| Nigel Bond   | 2 - 2     | Oliver Brown |
| Ricky Walden | 3 - 0     | Nigel Bond   |
| Allan Taylor | 3 - 1     | Oliver Brown |

### Gruppo 8
Data di gioco: 18 luglio 2021.
| N° | Giocatore     | M | V | N | P | FV | FP | DF | HB  | Pt |
| -- | ------------- | - | - | - | - | -- | -- | -- | --- | -- |
| 1  | Peter Lines   | 3 | 2 | 0 | 1 | 7  | 4  | +3 | 100 | 6  |
| 2  | Mark Williams | 3 | 2 | 0 | 1 | 6  | 4  | +2 | 74  | 6  |
| 3  | Jak Jones     | 3 | 1 | 1 | 1 | 6  | 6  | 0  | 76  | 4  |
| 4  | Hammad Miah   | 3 | 0 | 1 | 2 | 3  | 8  | -5 | 66  | 1  |

Incontri
| Giocatore 1   | Risultato | Giocatore 2 |
| ------------- | --------- | ----------- |
| Mark Williams | 3 - 0     | Hammad Miah |
| Jak Jones     | 3 - 1     | Peter Lines |
| Jak Jones     | 2 - 2     | Hammad Miah |
| Mark Williams | 0 - 3     | Peter Lines |
| Peter Lines   | 3 - 1     | Hammad Miah |
| Mark Williams | 3 - 1     | Jak Jones   |

### Gruppo 9
Data di gioco: 27 luglio 2021.
| N° | Giocatore        | M | V | N | P | FV | FP | DF | HB  | Pt |
| -- | ---------------- | - | - | - | - | -- | -- | -- | --- | -- |
| 1  | Noppon Saengkham | 3 | 3 | 0 | 0 | 9  | 3  | +6 | 114 | 9  |
| 2  | John Higgins     | 3 | 2 | 0 | 1 | 7  | 3  | +4 | 130 | 6  |
| 3  | Igor Figueiredo  | 3 | 0 | 1 | 2 | 3  | 8  | -5 | 80  | 1  |
| 4  | Soheil Vahedi    | 3 | 0 | 1 | 2 | 3  | 8  | -5 | 119 | 1  |

Incontri
| Giocatore 1      | Risultato | Giocatore 2      |
| ---------------- | --------- | ---------------- |
| John Higgins     | 3 - 0     | Soheil Vahedi    |
| Noppon Saengkham | 3 - 1     | Igor Figueiredo  |
| Noppon Saengkham | 3 - 1     | Soheil Vahedi    |
| John Higgins     | 3 - 0     | Igor Figueiredo  |
| Igor Figueiredo  | 2 - 2     | Soheil Vahedi    |
| John Higgins     | 1 - 3     | Noppon Saengkham |

### Gruppo 10
Data di gioco: 22 luglio 2021.
Lu Ning si è ritirato dal torneo, venendo sostituito da Ben Fortey.
| N° | Giocatore    | M | V | N | P | FV | FP | DF | HB | Pt |
| -- | ------------ | - | - | - | - | -- | -- | -- | -- | -- |
| 1  | Bai Langning | 3 | 2 | 1 | 0 | 8  | 2  | +6 | 80 | 7  |
| 2  | David Grace  | 3 | 2 | 0 | 1 | 6  | 4  | +2 | 96 | 6  |
| 3  | Farakh Ajaib | 3 | 0 | 2 | 1 | 4  | 7  | -3 | -  | 2  |
| 4  | Ben Fortey   | 3 | 0 | 1 | 2 | 3  | 8  | -5 | -  | 1  |

Incontri
| Giocatore 1  | Risultato | Giocatore 2  |
| ------------ | --------- | ------------ |
| David Grace  | 3 - 0     | Farakh Ajaib |
| Ben Fortey   | 0 - 3     | Bai Langning |
| Ben Fortey   | 2 - 2     | Farakh Ajaib |
| David Grace  | 0 - 3     | Bai Langning |
| Ben Fortey   | 1 - 3     | David Grace  |
| Farakh Ajaib | 2 - 2     | Bai Langning |

### Gruppo 11
Data di gioco: 5 agosto 2021.
| N° | Giocatore    | M | V | N | P | FV | FP | DF | HB  | Pt |
| -- | ------------ | - | - | - | - | -- | -- | -- | --- | -- |
| 1  | David Lilley | 3 | 2 | 1 | 0 | 8  | 3  | +5 | 78  | 7  |
| 2  | Zhao Xintong | 3 | 1 | 1 | 1 | 6  | 6  | 0  | 98  | 4  |
| 3  | Joe O'Connor | 3 | 1 | 1 | 1 | 5  | 6  | -1 | 116 | 4  |
| 4  | Andy Hicks   | 3 | 0 | 1 | 2 | 4  | 8  | -4 | 127 | 1  |

Incontri
| Giocatore 1  | Risultato | Giocatore 2  |
| ------------ | --------- | ------------ |
| Joe O'Connor | 2 - 2     | Andy Hicks   |
| Zhao Xintong | 2 - 2     | David Lilley |
| Zhao Xintong | 3 - 1     | Andy Hicks   |
| Joe O'Connor | 0 - 3     | David Lilley |
| Zhao Xintong | 1 - 3     | Joe O'Connor |
| Andy Hicks   | 1 - 3     | David Lilley |

### Gruppo 12
Data di gioco: 23 luglio 2021.
| N° | Giocatore        | M | V | N | P | FV | FP | DF | HB  | Pt |
| -- | ---------------- | - | - | - | - | -- | -- | -- | --- | -- |
| 1  | Mark Davis       | 3 | 2 | 1 | 0 | 8  | 2  | +6 | 66  | 7  |
| 2  | Yuan Sijun       | 3 | 2 | 1 | 0 | 8  | 3  | +5 | 111 | 7  |
| 3  | Billy Joe Castle | 3 | 1 | 0 | 2 | 4  | 7  | -3 | 51  | 3  |
| 4  | Anthony McGill   | 3 | 0 | 0 | 3 | 1  | 9  | -8 | 66  | 0  |

Incontri
| Giocatore 1    | Risultato | Giocatore 2      |
| -------------- | --------- | ---------------- |
| Anthony McGill | 1 - 3     | Billy Joe Castle |
| Mark Davis     | 2 - 2     | Yuan Sijun       |
| Mark Davis     | 3 - 0     | Billy Joe Castle |
| Anthony McGill | 0 - 3     | Yuan Sijun       |
| Yuan Sijun     | 3 - 1     | Billy Joe Castle |
| Anthony McGill | 0 - 3     | Mark Davis       |

### Gruppo 13
Data di gioco: 26 luglio 2021.
Zhou Yuelong si è ritirato dal torneo, venendo sostituito da Joshua Thomond.
| N° | Giocatore      | M | V | N | P | FV | FP | DF | HB | Pt |
| -- | -------------- | - | - | - | - | -- | -- | -- | -- | -- |
| 1  | Oliver Lines   | 3 | 2 | 1 | 0 | 8  | 2  | +6 | 93 | 7  |
| 2  | Peter Devlin   | 3 | 2 | 1 | 0 | 8  | 2  | +6 | -  | 7  |
| 3  | Joshua Thomond | 3 | 1 | 0 | 2 | 3  | 6  | -3 | 85 | 3  |
| 4  | Luke Pinches   | 3 | 0 | 0 | 3 | 0  | 9  | -9 | -  | 0  |

Incontri
| Giocatore 1    | Risultato | Giocatore 2  |
| -------------- | --------- | ------------ |
| Oliver Lines   | 2 - 2     | Peter Devlin |
| Joshua Thomond | 3 - 0     | Luke Pinches |
| Joshua Thomond | 0 - 3     | Peter Devlin |
| Oliver Lines   | 3 - 0     | Luke Pinches |
| Joshua Thomond | 0 - 3     | Oliver Lines |
| Peter Devlin   | 3 - 0     | Luke Pinches |

### Gruppo 14
Data di gioco: 26 luglio 2021.
| N° | Giocatore    | M | V | N | P | FV | FP | DF | HB | Pt |
| -- | ------------ | - | - | - | - | -- | -- | -- | -- | -- |
| 1  | Ken Doherty  | 3 | 2 | 1 | 0 | 8  | 3  | +5 | 89 | 7  |
| 2  | Rory McLeod  | 3 | 1 | 1 | 1 | 6  | 6  | 0  | 81 | 4  |
| 3  | Martin Gould | 3 | 0 | 3 | 0 | 6  | 6  | 0  | -  | 3  |
| 4  | Ryan Davies  | 3 | 0 | 1 | 2 | 3  | 8  | -5 | -  | 1  |

Incontri
| Giocatore 1  | Risultato | Giocatore 2 |
| ------------ | --------- | ----------- |
| Martin Gould | 2 - 2     | Ryan Davies |
| Ken Doherty  | 3 - 1     | Rory McLeod |
| Ken Doherty  | 3 - 0     | Ryan Davies |
| Martin Gould | 2 - 2     | Rory McLeod |
| Rory McLeod  | 3 - 1     | Ryan Davies |
| Martin Gould | 2 - 2     | Ken Doherty |

### Gruppo 15
Data di gioco: 4 agosto 2021.
| N° | Giocatore       | M | V | N | P | FV | FP | DF | HB  | Pt |
| -- | --------------- | - | - | - | - | -- | -- | -- | --- | -- |
| 1  | Matthew Stevens | 3 | 2 | 0 | 1 | 7  | 5  | +2 | 130 | 6  |
| 2  | Mark King       | 3 | 1 | 1 | 1 | 6  | 6  | 0  | 64  | 4  |
| 3  | Ross Muir       | 3 | 1 | 1 | 1 | 6  | 6  | 0  | 58  | 4  |
| 4  | Andrew Pagett   | 3 | 1 | 0 | 1 | 5  | 7  | -2 | 53  | 3  |

Incontri
| Giocatore 1     | Risultato | Giocatore 2   |
| --------------- | --------- | ------------- |
| Mark King       | 3 - 1     | Andrew Pagett |
| Matthew Stevens | 3 - 1     | Ross Muir     |
| Matthew Stevens | 1 - 3     | Andrew Pagett |
| Mark King       | 2 - 2     | Ross Muir     |
| Matthew Stevens | 3 - 1     | Mark King     |
| Andrew Pagett   | 1 - 3     | Ross Muir     |

### Gruppo 16
Data di gioco: 29 luglio 2021.
| N° | Giocatore    | M | V | N | P | FV | FP | DF | HB | Pt |
| -- | ------------ | - | - | - | - | -- | -- | -- | -- | -- |
| 1  | Kyren Wilson | 3 | 3 | 0 | 0 | 9  | 2  | +7 | 68 | 9  |
| 2  | Sam Craigie  | 3 | 2 | 0 | 1 | 6  | 5  | +1 | 90 | 6  |
| 3  | Dylan Emery  | 3 | 0 | 1 | 2 | 3  | 8  | -5 | 66 | 1  |
| 4  | Ben Hancorn  | 3 | 0 | 1 | 2 | 3  | 8  | -5 | 64 | 1  |

Incontri
| Giocatore 1  | Risultato | Giocatore 2 |
| ------------ | --------- | ----------- |
| Kyren Wilson | 3 - 1     | Dylan Emery |
| Sam Craigie  | 3 - 0     | Ben Hancorn |
| Sam Craigie  | 3 - 0     | Dylan Emery |
| Kyren Wilson | 3 - 1     | Ben Hancorn |
| Ben Hancorn  | 2 - 2     | Dylan Emery |
| Kyren Wilson | 3 - 0     | Sam Craigie |

### Gruppo 17
Data di gioco: 4 agosto 2021.
| N° | Giocatore       | M | V | N | P | FV | FP | DF | HB  | Pt |
| -- | --------------- | - | - | - | - | -- | -- | -- | --- | -- |
| 1  | Shaun Murphy    | 3 | 2 | 1 | 0 | 8  | 3  | +5 | 100 | 7  |
| 2  | Jamie Jones     | 3 | 1 | 2 | 0 | 7  | 5  | +2 | 102 | 5  |
| 3  | Michael Collumb | 3 | 0 | 2 | 1 | 4  | 7  | -3 | 73  | 2  |
| 4  | Chen Zifan      | 3 | 0 | 1 | 2 | 4  | 8  | -4 | 97  | 1  |

Incontri
| Giocatore 1  | Risultato | Giocatore 2     |
| ------------ | --------- | --------------- |
| Shaun Murphy | 3 - 0     | Michael Collumb |
| Jamie Jones  | 3 - 1     | Chen Zifan      |
| Jamie Jones  | 2 - 2     | Michael Collumb |
| Shaun Murphy | 3 - 1     | Chen Zifan      |
| Chen Zifan   | 2 - 2     | Michael Collumb |
| Shaun Murphy | 2 - 2     | Jamie Jones     |

### Gruppo 18
Data di gioco: 28 luglio 2021.
| N° | Giocatore      | M | V | N | P | FV | FP | DF | HB  | Pt |
| -- | -------------- | - | - | - | - | -- | -- | -- | --- | -- |
| 1  | Gerard Greene  | 3 | 2 | 1 | 0 | 8  | 3  | +5 | 61  | 7  |
| 2  | Zhao Jianbo    | 3 | 1 | 2 | 0 | 7  | 4  | +3 | 93  | 5  |
| 3  | Haydon Pinhey  | 3 | 1 | 0 | 2 | 4  | 7  | -3 | 75  | 3  |
| 4  | Robert Milkins | 3 | 0 | 1 | 2 | 3  | 8  | -5 | 111 | 1  |

Incontri
| Giocatore 1    | Risultato | Giocatore 2   |
| -------------- | --------- | ------------- |
| Zhao Jianbo    | 2 - 2     | Gerard Greene |
| Robert Milkins | 1 - 3     | Haydon Pinhey |
| Robert Milkins | 0 - 3     | Gerard Greene |
| Zhao Jianbo    | 3 - 0     | Haydon Pinhey |
| Robert Milkins | 2 - 2     | Zhao Jianbo   |
| Gerard Greene  | 3 - 1     | Haydon Pinhey |

### Gruppo 19
Data di gioco: 19 luglio 2021.
Alfie Burden si è ritirato dal torneo, venendo sostituito da Sydney Wilson.
| N° | Giocatore        | M | V | N | P | FV | FP | DF | HB  | Pt |
| -- | ---------------- | - | - | - | - | -- | -- | -- | --- | -- |
| 1  | Ali Carter       | 3 | 2 | 1 | 0 | 8  | 3  | +5 | 79  | 7  |
| 2  | Michael Georgiou | 3 | 1 | 1 | 1 | 6  | 6  | 0  | 94  | 4  |
| 3  | Dominic Dale     | 3 | 0 | 3 | 0 | 6  | 6  | 0  | 54  | 3  |
| 4  | Sydney Wilson    | 3 | 0 | 1 | 2 | 3  | 8  | -5 | 102 | 1  |

Incontri
| Giocatore 1   | Risultato | Giocatore 2      |
| ------------- | --------- | ---------------- |
| Ali Carter    | 3 - 1     | Michael Georgiou |
| Dominic Dale  | 2 - 2     | Sydney Wilson    |
| Dominic Dale  | 2 - 2     | Michael Georgiou |
| Ali Carter    | 3 - 0     | Sydney Wilson    |
| Sydney Wilson | 1 - 3     | Michael Georgiou |
| Ali Carter    | 2 - 2     | Dominic Dale     |

### Gruppo 20
Data di gioco: 29 luglio 2021.
| N° | Giocatore       | M | V | N | P | FV | FP | DF | HB | Pt |
| -- | --------------- | - | - | - | - | -- | -- | -- | -- | -- |
| 1  | Graeme Dott     | 3 | 2 | 1 | 0 | 8  | 4  | +4 | 88 | 7  |
| 2  | Si Jiahui       | 3 | 1 | 1 | 1 | 6  | 5  | +1 | 58 | 4  |
| 3  | Robbie Williams | 3 | 1 | 1 | 1 | 5  | 5  | 0  | -  | 4  |
| 4  | Iulian Boiko    | 3 | 0 | 1 | 2 | 3  | 8  | -5 | 65 | 1  |

Incontri
| Giocatore 1     | Risultato | Giocatore 2     |
| --------------- | --------- | --------------- |
| Robbie Williams | 3 - 0     | Iulian Boiko    |
| Graeme Dott     | 3 - 1     | Si Jiahui       |
| Graeme Dott     | 3 - 1     | Iulian Boiko    |
| Robbie Williams | 0 - 3     | Si Jiahui       |
| Graeme Dott     | 2 - 2     | Robbie Williams |
| Iulian Boiko    | 2 - 2     | Si Jiahui       |

### Gruppo 21
Data di gioco: 30 luglio 2021.
| N° | Giocatore      | M | V | N | P | FV | FP | DF | HB  | Pt |
| -- | -------------- | - | - | - | - | -- | -- | -- | --- | -- |
| 1  | Stuart Bingham | 3 | 2 | 1 | 0 | 8  | 3  | +5 | 134 | 7  |
| 2  | Michael White  | 3 | 2 | 1 | 0 | 8  | 4  | +4 | 112 | 7  |
| 3  | Gao Yang       | 3 | 1 | 0 | 2 | 4  | 6  | -2 | 65  | 3  |
| 4  | Elliot Slessor | 3 | 0 | 0 | 3 | 2  | 9  | -7 | -   | 0  |

Incontri
| Giocatore 1    | Risultato | Giocatore 2    |
| -------------- | --------- | -------------- |
| Stuart Bingham | 2 - 2     | Michael White  |
| Elliot Slessor | 0 - 3     | Gao Yang       |
| Elliot Slessor | 1 - 3     | Michael White  |
| Stuart Bingham | 3 - 0     | Gao Yang       |
| Gao Yang       | 1 - 3     | Michael White  |
| Stuart Bingham | 3 - 1     | Elliot Slessor |

### Gruppo 22
Data di gioco: 30 luglio 2021.
| N° | Giocatore      | M | V | N | P | FV | FP | DF | HB  | Pt |
| -- | -------------- | - | - | - | - | -- | -- | -- | --- | -- |
| 1  | Ryan Day       | 3 | 2 | 1 | 0 | 8  | 3  | +5 | 136 | 7  |
| 2  | Jackson Page   | 3 | 1 | 1 | 1 | 5  | 6  | -1 | 95  | 4  |
| 3  | Barry Pinches  | 3 | 0 | 2 | 1 | 5  | 7  | -2 | 122 | 2  |
| 4  | Hossein Vafaei | 3 | 0 | 2 | 1 | 5  | 7  | -2 | 82  | 2  |

Incontri
| Giocatore 1    | Risultato | Giocatore 2    |
| -------------- | --------- | -------------- |
| Hossein Vafaei | 1 - 3     | Jackson Page   |
| Ryan Day       | 3 - 1     | Barry Pinches  |
| Ryan Day       | 3 - 0     | Jackson Page   |
| Hossein Vafaei | 2 - 2     | Barry Pinches  |
| Ryan Day       | 2 - 2     | Hossein Vafaei |
| Jackson Page   | 2 - 2     | Barry Pinches  |

### Gruppo 23
Data di gioco: 19 luglio 2021.
| N° | Giocatore             | M | V | N | P | FV | FP | DF | HB | Pt |
| -- | --------------------- | - | - | - | - | -- | -- | -- | -- | -- |
| 1  | Alexander Ursenbacher | 3 | 3 | 0 | 0 | 9  | 0  | +9 | 79 | 9  |
| 2  | Leo Fernandez         | 3 | 2 | 0 | 1 | 6  | 4  | +2 | 59 | 6  |
| 3  | Aaron Hill            | 3 | 1 | 0 | 2 | 3  | 7  | -4 | 54 | 3  |
| 4  | Scott Donaldson       | 3 | 0 | 0 | 3 | 2  | 9  | -7 | 59 | 0  |

Incontri
| Giocatore 1           | Risultato | Giocatore 2           |
| --------------------- | --------- | --------------------- |
| Alexander Ursenbacher | 3 - 0     | Aaron Hill            |
| Scott Donaldson       | 1 - 3     | Leo Fernandez         |
| Scott Donaldson       | 1 - 3     | Aaron Hill            |
| Alexander Ursenbacher | 3 - 0     | Leo Fernandez         |
| Scott Donaldson       | 0 - 3     | Alexander Ursenbacher |
| Aaron Hill            | 0 - 3     | Leo Fernandez         |

### Gruppo 24
Data di gioco: 2 agosto 2021.
| N° | Giocatore       | M | V | N | P | FV | FP | DF | HB | Pt |
| -- | --------------- | - | - | - | - | -- | -- | -- | -- | -- |
| 1  | Ashley Hugill   | 3 | 2 | 1 | 0 | 8  | 3  | +5 | 87 | 7  |
| 2  | Sunny Akani     | 3 | 1 | 2 | 0 | 7  | 4  | +3 | 65 | 5  |
| 3  | John Astley     | 3 | 0 | 2 | 1 | 4  | 7  | -3 | 56 | 2  |
| 4  | Stephen Maguire | 3 | 0 | 1 | 2 | 3  | 8  | -5 | 70 | 1  |

Incontri
| Giocatore 1     | Risultato | Giocatore 2   |
| --------------- | --------- | ------------- |
| Sunny Akani     | 2 - 2     | Ashley Hugill |
| Stephen Maguire | 2 - 2     | John Astley   |
| Stephen Maguire | 1 - 3     | Ashley Hugill |
| Sunny Akani     | 2 - 2     | John Astley   |
| Stephen Maguire | 0 - 3     | Sunny Akani   |
| Ashley Hugill   | 3 - 0     | John Astley   |

### Gruppo 25
Data di gioco: 3 agosto 2021.
| N° | Giocatore       | M | V | N | P | FV | FP | DF | HB  | Pt |
| -- | --------------- | - | - | - | - | -- | -- | -- | --- | -- |
| 1  | Yan Bingtao     | 3 | 3 | 0 | 0 | 9  | 2  | +7 | 130 | 9  |
| 2  | Louis Heathcote | 3 | 1 | 1 | 1 | 6  | 5  | +1 | 115 | 4  |
| 3  | Jamie Clarke    | 3 | 1 | 1 | 1 | 6  | 5  | +1 | 79  | 4  |
| 4  | Robbie McGuigan | 3 | 0 | 0 | 3 | 0  | 9  | -9 | -   | 0  |

Incontri
| Giocatore 1     | Risultato | Giocatore 2     |
| --------------- | --------- | --------------- |
| Yan Bingtao     | 3 - 0     | Robbie McGuigan |
| Jamie Clarke    | 2 - 2     | Louis Heathcote |
| Jamie Clarke    | 3 - 0     | Robbie McGuigan |
| Yan Bingtao     | 3 - 1     | Louis Heathcote |
| Louis Heathcote | 3 - 0     | Robbie McGuigan |
| Yan Bingtao     | 3 - 1     | Jamie Clarke    |

### Gruppo 26
Data di gioco: 27 luglio 2021.
| N° | Giocatore        | M | V | N | P | FV | FP | DF | HB  | Pt |
| -- | ---------------- | - | - | - | - | -- | -- | -- | --- | -- |
| 1  | Cao Yupeng       | 3 | 3 | 0 | 0 | 9  | 1  | +8 | 87  | 9  |
| 2  | Steven Hallworth | 3 | 1 | 1 | 1 | 5  | 6  | -1 | 66  | 4  |
| 3  | Gary Wilson      | 3 | 0 | 2 | 1 | 4  | 7  | -3 | 117 | 2  |
| 4  | James Cahill     | 3 | 0 | 1 | 2 | 4  | 8  | -4 | 93  | 1  |

Incontri
| Giocatore 1      | Risultato | Giocatore 2      |
| ---------------- | --------- | ---------------- |
| Steven Hallworth | 0 - 3     | Cao Yupeng       |
| Gary Wilson      | 2 - 2     | James Cahill     |
| Gary Wilson      | 0 - 3     | Cao Yupeng       |
| Steven Hallworth | 3 - 1     | James Cahill     |
| Gary Wilson      | 2 - 2     | Steven Hallworth |
| Cao Yupeng       | 3 - 1     | James Cahill     |

### Gruppo 27
Data di gioco: 3 agosto 2021.
| N° | Giocatore      | M | V | N | P | FV | FP | DF | HB | Pt |
| -- | -------------- | - | - | - | - | -- | -- | -- | -- | -- |
| 1  | Matthew Selt   | 3 | 1 | 2 | 0 | 7  | 5  | +2 | 63 | 5  |
| 2  | Ashley Carty   | 3 | 1 | 1 | 1 | 6  | 6  | 0  | 53 | 4  |
| 3  | Lukas Kleckers | 3 | 1 | 1 | 1 | 6  | 6  | 0  | 91 | 4  |
| 4  | Fraser Patrick | 3 | 0 | 2 | 1 | 5  | 7  | -2 | 76 | 2  |

Incontri
| Giocatore 1    | Risultato | Giocatore 2    |
| -------------- | --------- | -------------- |
| Ashley Carty   | 3 - 1     | Lukas Kleckers |
| Matthew Selt   | 2 - 2     | Fraser Patrick |
| Matthew Selt   | 2 - 2     | Lukas Kleckers |
| Ashley Carty   | 2 - 2     | Fraser Patrick |
| Matthew Selt   | 3 - 1     | Ashley Carty   |
| Lukas Kleckers | 3 - 1     | Fraser Patrick |

### Gruppo 28
Data di gioco: 21 luglio 2021.
| N° | Giocatore      | M | V | N | P | FV | FP | DF | HB  | Pt |
| -- | -------------- | - | - | - | - | -- | -- | -- | --- | -- |
| 1  | Barry Hawkins  | 3 | 2 | 1 | 0 | 8  | 2  | +6 | 107 | 7  |
| 2  | Ben Woollaston | 3 | 1 | 2 | 0 | 7  | 4  | +3 | 73  | 5  |
| 3  | Zak Surety     | 3 | 0 | 2 | 1 | 4  | 7  | -3 | 76  | 2  |
| 4  | Kuldesh Johal  | 3 | 0 | 1 | 2 | 2  | 8  | -6 | -   | 1  |

Incontri
| Giocatore 1    | Risultato | Giocatore 2    |
| -------------- | --------- | -------------- |
| Barry Hawkins  | 3 - 0     | Kuldesh Johal  |
| Ben Woollaston | 2 - 2     | Zak Surety     |
| Ben Woollaston | 3 - 0     | Kuldesh Johal  |
| Barry Hawkins  | 3 - 0     | Zak Surety     |
| Zak Surety     | 2 - 2     | Kuldesh Johal  |
| Barry Hawkins  | 2 - 2     | Ben Woollaston |

### Gruppo 29
Data di gioco: 28 luglio 2021.
| N° | Giocatore          | M | V | N | P | FV | FP | DF | HB  | Pt |
| -- | ------------------ | - | - | - | - | -- | -- | -- | --- | -- |
| 1  | Craig Steadman     | 3 | 1 | 2 | 0 | 7  | 4  | +3 | 85  | 5  |
| 2  | Thepchaiya Un-Nooh | 3 | 1 | 2 | 0 | 7  | 5  | +2 | 111 | 5  |
| 3  | Zhang Jiankang     | 3 | 1 | 1 | 1 | 6  | 6  | 0  | 92  | 4  |
| 4  | Martin O'Donnell   | 3 | 0 | 1 | 2 | 3  | 8  | -5 | 130 | 1  |

Incontri
| Giocatore 1        | Risultato | Giocatore 2      |
| ------------------ | --------- | ---------------- |
| Thepchaiya Un-Nooh | 3 - 1     | Zhang Jiankang   |
| Martin O'Donnell   | 0 - 3     | Craig Steadman   |
| Martin O'Donnell   | 1 - 3     | Zhang Jiankang   |
| Thepchaiya Un-Nooh | 2 - 2     | Craig Steadman   |
| Craig Steadman     | 2 - 2     | Zhang Jiankang   |
| Thepchaiya Un-Nooh | 2 - 2     | Martin O'Donnell |

### Gruppo 30
Data di gioco: 5 agosto 2021.
| N° | Giocatore      | M | V | N | P | FV | FP | DF | HB | Pt |
| -- | -------------- | - | - | - | - | -- | -- | -- | -- | -- |
| 1  | David Gilbert  | 3 | 3 | 0 | 0 | 9  | 1  | +8 | 67 | 9  |
| 2  | Liam Highfield | 3 | 2 | 0 | 1 | 6  | 4  | +2 | 88 | 6  |
| 3  | Sanderson Lam  | 3 | 0 | 1 | 2 | 4  | 8  | -4 | 69 | 1  |
| 4  | Jamie Wilson   | 3 | 0 | 1 | 2 | 2  | 8  | -6 | 63 | 1  |

Incontri
| Giocatore 1    | Risultato | Giocatore 2    |
| -------------- | --------- | -------------- |
| David Gilbert  | 3 - 1     | Sanderson Lam  |
| Liam Highfield | 3 - 0     | Jamie Wilson   |
| Liam Highfield | 3 - 1     | Sanderson Lam  |
| David Gilbert  | 3 - 0     | Jamie Wilson   |
| Jamie Wilson   | 2 - 2     | Sanderson Lam  |
| David Gilbert  | 3 - 0     | Liam Highfield |

### Gruppo 31
Data di gioco: 23 luglio 2021.
| N° | Giocatore    | M | V | N | P | FV | FP | DF | HB  | Pt |
| -- | ------------ | - | - | - | - | -- | -- | -- | --- | -- |
| 1  | Chang Bingyu | 3 | 2 | 1 | 0 | 8  | 3  | +5 | 127 | 7  |
| 2  | Pang Junxu   | 3 | 1 | 2 | 0 | 7  | 4  | +3 | 90  | 5  |
| 3  | Luca Brecel  | 3 | 1 | 0 | 2 | 4  | 7  | -3 | 53  | 3  |
| 4  | Dean Young   | 3 | 0 | 1 | 2 | 3  | 8  | -5 | 100 | 1  |

Incontri
| Giocatore 1  | Risultato | Giocatore 2  |
| ------------ | --------- | ------------ |
| Pang Junxu   | 2 - 2     | Chang Bingyu |
| Luca Brecel  | 3 - 1     | Dean Young   |
| Luca Brecel  | 1 - 3     | Chang Bingyu |
| Pang Junxu   | 2 - 2     | Dean Young   |
| Luca Brecel  | 0 - 3     | Pang Junxu   |
| Chang Bingyu | 3 - 0     | Dean Young   |

### Gruppo 32
Data di gioco: 20 luglio 2021.
Ng On-yee si è ritirata dal torneo, venendo sostituita da Saqib Nasir.
| N° | Giocatore         | M | V | N | P | FV | FP | DF | HB | Pt |
| -- | ----------------- | - | - | - | - | -- | -- | -- | -- | -- |
| 1  | Ronnie O'Sullivan | 3 | 2 | 1 | 0 | 8  | 3  | +5 | 88 | 7  |
| 2  | Mark Joyce        | 3 | 1 | 2 | 0 | 7  | 5  | +2 | 95 | 5  |
| 3  | Ian Burns         | 3 | 1 | 1 | 1 | 6  | 5  | +1 | 70 | 4  |
| 4  | Saqib Nasir       | 3 | 0 | 0 | 3 | 1  | 9  | -8 | -  | 0  |

Incontri
| Giocatore 1       | Risultato | Giocatore 2 |
| ----------------- | --------- | ----------- |
| Ronnie O'Sullivan | 3 - 1     | Ian Burns   |
| Mark Joyce        | 3 - 1     | Saqib Nasir |
| Mark Joyce        | 2 - 2     | Ian Burns   |
| Ronnie O'Sullivan | 3 - 0     | Saqib Nasir |
| Saqib Nasir       | 0 - 3     | Ian Burns   |
| Ronnie O'Sullivan | 2 - 2     | Mark Joyce  |

## Fase 2

### Gruppo A
Data di gioco: 12 agosto 2021.
| N° | Giocatore         | M | V | N | P | FV | FP | DF | HB  | Pt |
| -- | ----------------- | - | - | - | - | -- | -- | -- | --- | -- |
| 1  | Tom Ford          | 3 | 2 | 0 | 1 | 6  | 3  | +3 | 124 | 6  |
| 2  | Judd Trump        | 3 | 1 | 1 | 1 | 5  | 5  | 0  | 128 | 4  |
| 3  | Jimmy Robertson   | 3 | 1 | 1 | 1 | 5  | 6  | -1 | 63  | 4  |
| 4  | Stuart Carrington | 3 | 1 | 0 | 2 | 4  | 6  | -2 | 125 | 3  |

Incontri
| Giocatore 1       | Risultato | Giocatore 2       |
| ----------------- | --------- | ----------------- |
| Judd Trump        | 2 - 2     | Jimmy Robertson   |
| Tom Ford          | 0 - 3     | Stuart Carrington |
| Tom Ford          | 3 - 0     | Jimmy Robertson   |
| Judd Trump        | 3 - 0     | Stuart Carrington |
| Stuart Carrington | 1 - 3     | Jimmy Robertson   |
| Judd Trump        | 0 - 3     | Tom Ford          |

### Gruppo B
Data di gioco: 12 agosto 2021.
| N° | Giocatore      | M | V | N | P | FV | FP | DF | HB  | Pt |
| -- | -------------- | - | - | - | - | -- | -- | -- | --- | -- |
| 1  | Mark Allen     | 3 | 3 | 0 | 0 | 9  | 1  | +8 | 115 | 9  |
| 2  | Ricky Walden   | 3 | 2 | 0 | 1 | 6  | 4  | +2 | 125 | 6  |
| 3  | Peter Lines    | 3 | 0 | 1 | 2 | 4  | 8  | -4 | 125 | 1  |
| 4  | Fergal O'Brien | 3 | 0 | 1 | 2 | 2  | 8  | -6 | 68  | 1  |

Incontri
| Giocatore 1  | Risultato | Giocatore 2    |
| ------------ | --------- | -------------- |
| Ricky Walden | 3 - 1     | Peter Lines    |
| Mark Allen   | 3 - 0     | Fergal O'Brien |
| Mark Allen   | 3 - 1     | Peter Lines    |
| Ricky Walden | 3 - 0     | Fergal O'Brien |
| Mark Allen   | 3 - 0     | Ricky Walden   |
| Peter Lines  | 2 - 2     | Fergal O'Brien |

### Gruppo C
Data di gioco: 11 agosto 2021.
| N° | Giocatore        | M | V | N | P | FV | FP | DF | HB  | Pt |
| -- | ---------------- | - | - | - | - | -- | -- | -- | --- | -- |
| 1  | Bai Langning     | 3 | 1 | 2 | 0 | 7  | 4  | +3 | 92  | 5  |
| 2  | David Lilley     | 3 | 1 | 1 | 1 | 4  | 4  | 0  | 90  | 4  |
| 3  | Noppon Saengkham | 3 | 1 | 1 | 1 | 5  | 6  | -1 | -   | 4  |
| 4  | Mark Davis       | 3 | 1 | 0 | 2 | 6  | 8  | -2 | 113 | 3  |

Incontri
| Giocatore 1      | Risultato | Giocatore 2  |
| ---------------- | --------- | ------------ |
| Mark Davis       | 1 - 3     | David Lilley |
| Noppon Saengkham | 2 - 2     | Bai Langning |
| Noppon Saengkham | 3 - 1     | David Lilley |
| Mark Davis       | 0 - 3     | Bai Langning |
| Noppon Saengkham | 0 - 3     | Mark Davis   |
| David Lilley     | 2 - 2     | Bai Langning |

### Gruppo D
Data di gioco: 11 agosto 2021.
| N° | Giocatore       | M | V | N | P | FV | FP | DF | HB  | Pt |
| -- | --------------- | - | - | - | - | -- | -- | -- | --- | -- |
| 1  | Kyren Wilson    | 3 | 2 | 0 | 1 | 6  | 5  | +1 | 92  | 6  |
| 2  | Oliver Lines    | 3 | 1 | 1 | 1 | 6  | 5  | +1 | 80  | 4  |
| 3  | Matthew Stevens | 3 | 1 | 1 | 1 | 5  | 5  | 0  | 111 | 4  |
| 4  | Ken Doherty     | 3 | 1 | 0 | 2 | 4  | 6  | -2 | 95  | 3  |

Incontri
| Giocatore 1     | Risultato | Giocatore 2     |
| --------------- | --------- | --------------- |
| Kyren Wilson    | 3 - 1     | Ken Doherty     |
| Matthew Stevens | 2 - 2     | Oliver Lines    |
| Matthew Stevens | 0 - 3     | Ken Doherty     |
| Kyren Wilson    | 3 - 1     | Oliver Lines    |
| Oliver Lines    | 3 - 0     | Ken Doherty     |
| Kyren Wilson    | 0 - 3     | Matthew Stevens |

### Gruppo E
Data di gioco: 10 agosto 2021.
| N° | Giocatore     | M | V | N | P | FV | FP | DF | HB  | Pt |
| -- | ------------- | - | - | - | - | -- | -- | -- | --- | -- |
| 1  | Ali Carter    | 3 | 3 | 0 | 0 | 9  | 3  | +6 | 97  | 9  |
| 2  | Shaun Murphy  | 3 | 2 | 0 | 1 | 7  | 4  | +3 | 91  | 6  |
| 3  | Graeme Dott   | 3 | 1 | 0 | 2 | 4  | 7  | -3 | 106 | 3  |
| 4  | Gerard Greene | 3 | 0 | 0 | 3 | 3  | 9  | -6 | -   | 0  |

Incontri
| Giocatore 1  | Risultato | Giocatore 2   |
| ------------ | --------- | ------------- |
| Shaun Murphy | 3 - 1     | Gerard Greene |
| Graeme Dott  | 1 - 3     | Ali Carter    |
| Graeme Dott  | 3 - 1     | Gerard Greene |
| Shaun Murphy | 1 - 3     | Ali Carter    |
| Ali Carter   | 3 - 1     | Gerard Greene |
| Shaun Murphy | 3 - 0     | Graeme Dott   |

### Gruppo F
Data di gioco: 10 agosto 2021.
| N° | Giocatore             | M | V | N | P | FV | FP | DF | HB | Pt |
| -- | --------------------- | - | - | - | - | -- | -- | -- | -- | -- |
| 1  | Ryan Day              | 3 | 2 | 1 | 0 | 8  | 3  | +5 | 74 | 7  |
| 2  | Stuart Bingham        | 3 | 2 | 0 | 1 | 6  | 4  | +2 | 67 | 6  |
| 3  | Alexander Ursenbacher | 3 | 0 | 2 | 1 | 4  | 7  | -3 | 95 | 2  |
| 4  | Ashley Hugill         | 3 | 0 | 1 | 2 | 4  | 8  | -4 | 86 | 1  |

Incontri
| Giocatore 1           | Risultato | Giocatore 2           |
| --------------------- | --------- | --------------------- |
| Ryan Day              | 2 - 2     | Alexander Ursenbacher |
| Stuart Bingham        | 3 - 1     | Ashley Hugill         |
| Stuart Bingham        | 3 - 0     | Alexander Ursenbacher |
| Ryan Day              | 3 - 1     | Ashley Hugill         |
| Stuart Bingham        | 0 - 3     | Ryan Day              |
| Alexander Ursenbacher | 2 - 2     | Ashley Hugill         |

### Gruppo G
Data di gioco: 9 agosto 2021.
| N° | Giocatore     | M | V | N | P | FV | FP | DF | HB  | Pt |
| -- | ------------- | - | - | - | - | -- | -- | -- | --- | -- |
| 1  | Cao Yupeng    | 3 | 2 | 1 | 0 | 8  | 3  | +5 | 117 | 7  |
| 2  | Yan Bingtao   | 3 | 1 | 2 | 0 | 7  | 5  | +2 | 129 | 5  |
| 3  | Matthew Selt  | 3 | 0 | 2 | 1 | 4  | 7  | -3 | 72  | 2  |
| 4  | Barry Hawkins | 3 | 0 | 1 | 2 | 4  | 8  | -4 | 80  | 1  |

Incontri
| Giocatore 1   | Risultato | Giocatore 2   |
| ------------- | --------- | ------------- |
| Barry Hawkins | 2 - 2     | Matthew Selt  |
| Yan Bingtao   | 2 - 2     | Cao Yupeng    |
| Yan Bingtao   | 2 - 2     | Matthew Selt  |
| Barry Hawkins | 1 - 3     | Cao Yupeng    |
| Yan Bingtao   | 3 - 1     | Barry Hawkins |
| Matthew Selt  | 0 - 3     | Cao Yupeng    |

### Gruppo H
Data di gioco: 9 agosto 2021.
Ronnie O'Sullivan si è ritirato dal torneo, venendo sostituito da Mark Joyce, secondo classificato nel Gruppo 32 della Fase 1.
| N° | Giocatore      | M | V | N | P | FV | FP | DF | HB  | Pt |
| -- | -------------- | - | - | - | - | -- | -- | -- | --- | -- |
| 1  | David Gilbert  | 3 | 3 | 0 | 0 | 9  | 0  | +9 | 143 | 9  |
| 2  | Chang Bingyu   | 3 | 1 | 1 | 1 | 5  | 6  | -1 | 86  | 4  |
| 3  | Craig Steadman | 3 | 1 | 0 | 2 | 3  | 7  | -4 | 133 | 3  |
| 4  | Mark Joyce     | 3 | 0 | 1 | 2 | 4  | 8  | -4 | 89  | 1  |

Incontri
| Giocatore 1   | Risultato | Giocatore 2    |
| ------------- | --------- | -------------- |
| Mark Joyce    | 1 - 3     | Craig Steadman |
| David Gilbert | 3 - 0     | Chang Bingyu   |
| David Gilbert | 3 - 0     | Craig Steadman |
| Mark Joyce    | 2 - 2     | Chang Bingyu   |
| Chang Bingyu  | 3 - 1     | Craig Steadman |
| Mark Joyce    | 0 - 3     | David Gilbert  |

## Fase 3

### Gruppo 1
Data di gioco: 13 agosto 2021.
| N° | Giocatore    | M | V | N | P | FV | FP | DF | HB  | Pt |
| -- | ------------ | - | - | - | - | -- | -- | -- | --- | -- |
| 1  | Mark Allen   | 3 | 3 | 0 | 0 | 9  | 1  | +8 | 146 | 9  |
| 2  | Tom Ford     | 3 | 1 | 1 | 1 | 5  | 6  | -1 | 79  | 4  |
| 3  | Kyren Wilson | 3 | 0 | 2 | 1 | 4  | 7  | -3 | 103 | 2  |
| 4  | Bai Langning | 3 | 0 | 1 | 2 | 4  | 8  | -4 | 118 | 1  |

Incontri
| Giocatore 1  | Risultato | Giocatore 2  |
| ------------ | --------- | ------------ |
| Kyren Wilson | 2 - 2     | Bai Langning |
| Mark Allen   | 3 - 0     | Tom Ford     |
| Mark Allen   | 3 - 1     | Bai Langning |
| Kyren Wilson | 2 - 2     | Tom Ford     |
| Tom Ford     | 3 - 1     | Bai Langning |
| Kyren Wilson | 0 - 3     | Mark Allen   |

### Gruppo 2
Data di gioco: 13 agosto 2021.
| N° | Giocatore     | M | V | N | P | FV | FP | DF | HB  | Pt |
| -- | ------------- | - | - | - | - | -- | -- | -- | --- | -- |
| 1  | David Gilbert | 3 | 2 | 0 | 1 | 7  | 4  | +3 | 139 | 6  |
| 2  | Ali Carter    | 3 | 1 | 1 | 1 | 6  | 6  | 0  | 87  | 4  |
| 3  | Ryan Day      | 3 | 1 | 1 | 1 | 5  | 6  | -1 | 91  | 4  |
| 4  | Cao Yupeng    | 3 | 1 | 0 | 2 | 5  | 7  | -2 | 113 | 3  |

Incontri
| Giocatore 1   | Risultato | Giocatore 2 |
| ------------- | --------- | ----------- |
| Ali Carter    | 2 - 2     | Ryan Day    |
| David Gilbert | 1 - 3     | Cao Yupeng  |
| David Gilbert | 3 - 0     | Ryan Day    |
| Ali Carter    | 3 - 1     | Cao Yupeng  |
| David Gilbert | 3 - 1     | Ali Carter  |
| Ryan Day      | 3 - 1     | Cao Yupeng  |

## Finale
| Finale (Al meglio dei 5 frames) Morningside Arena, Leicester, 13 agosto 2021. Arbitro: Paul Collier | |                                          |
| Mark Allen                                                                                          | 1–3 | David Gilbert                            |
| Sessione unica: 120–0, 5–74, 6–78, 36–82                                                            | Sessione unica: 1–3 Miglior break (Allen): 102 Century breaks (Allen): 1 Miglior break (Gilbert): 59 Century breaks (Gilbert): 0 | Sessione unica: 120–0, 5–74, 6–78, 36–82 |
| David Gilbert vince la BetVictor Championship League 2021                                           | |                                          |

## Century breaks
Durante il corso del torneo sono stati realizzati 74 century breaks.
| N° | Giocatore          | Century breaks | Miglior break |
| -- | ------------------ | -------------- | ------------- |
| 1  | Mark Allen         | 10             | 146           |
| 2  | Ricky Walden       | 5              | 125           |
| 3  | David Gilbert      | 4              | 143           |
| =  | Yan Bingtao        | 4              | 130           |
| 4  | Peter Lines        | 3              | 125           |
| 5  | Jimmy Robertson    | 2              | 140           |
| =  | Stuart Carrington  | 2              | 137           |
| =  | Ryan Day           | 2              | 136           |
| =  | Stuart Bingham     | 2              | 134           |
| =  | Matthew Stevens    | 2              | 130           |
| =  | Chang Bingyu       | 2              | 127           |
| =  | Cao Yupeng         | 2              | 117           |
| =  | Noppon Saengkham   | 2              | 114           |
| =  | Mark Davis         | 2              | 113           |
| =  | Michael White      | 2              | 112           |
| =  | Yuan Sijun         | 2              | 111           |
| =  | Thepchaiya Un-Nooh | 2              | 111           |
| =  | Kyren Wilson       | 2              | 103           |
| 6  | Craig Steadman     | 1              | 133           |
| =  | Mitchell Mann      | 1              | 132           |
| =  | John Higgins       | 1              | 130           |
| =  | Martin O'Donnell   | 1              | 130           |
| =  | Judd Trump         | 1              | 128           |
| =  | Andy Hicks         | 1              | 127           |
| =  | Tom Ford           | 1              | 124           |
| =  | Barry Pinches      | 1              | 122           |
| =  | Soheil Vahedi      | 1              | 119           |
| =  | Anthony Hamilton   | 1              | 119           |
| =  | Bai Langning       | 1              | 118           |
| =  | Gary Wilson        | 1              | 117           |
| =  | Joe O'Connor       | 1              | 116           |
| =  | Louis Heathcote    | 1              | 115           |
| =  | Robert Milkins     | 1              | 111           |
| =  | Barry Hawkins      | 1              | 107           |
| =  | Graeme Dott        | 1              | 106           |
| =  | Sydney Wilson      | 1              | 102           |
| =  | Jamie Jones        | 1              | 102           |
| =  | Fergal O'Brien     | 1              | 100           |
| =  | Dean Young         | 1              | 100           |
| =  | Shaun Murphy       | 1              | 100           |